# Merkfolk
Merkfolk – polski zespół folkmetalowy i folkowy, powstały w Międzyrzecu Podlaskim w 2013 roku.
Zespół został założony w 2013 roku przez rodzeństwo, Irminę i Rafała Frąckiewiczów. Nazwa w swobodnym tłumaczeniu z języka norweskiego oznacza „niosący folk”. Muzyka zespołu jest inspirowana muzyką i kulturą dawnych Słowian, nawiązuje też do przedchrześcijańskiej religii Słowian.

## Muzyka
W 2015 roku ukazała się jego debiutancka płyta „The Folk Bringer”, która została uznana przez portal Folk-Metal.nl za najlepszy debiut roku 2015. Druga płyta, album koncepcyjny „Kolovrat” opiera się na rocznym cyklu świąt w religii Słowian. Oba albumy należą do nurtu folk-metalowego, ciężkim brzmieniom towarzyszy tam damski growl.
Trzeci album „Echo” został wydany pod szyldem „Merkfolk akustycznie” i reprezentuje inny styl muzyczny. Muzyce akustycznej towarzyszy czysty śpiew, w tym śpiew biały. Na płycie znalazły się nowe utwory, ale też nowe aranżacje wydanych wcześniej piosenek.
Merkfolk uczestniczył w wielu festiwalach muzycznych w Polsce i poza jej granicami, m.in. na Ogólnopolskich Zlotach Miłośników Folk Metalu, Cieszanów Rock Festiwal, Hellhammer Festival (Czechy), Ragnard Rock Festiwal (Francja) i Kilkim Žaibu Festival (Litwa). Występował wspólnie z zespołami takimi jak Percival Schuttenbach, Welicoruss, Arkona, Primordial, Nokturnal Mortum, Wardruna, Skiltron, The Moon and the Nightspirit i Nine Treasures.
W trakcie pandemii COVID-19 zespół przygotował i wydał album akustyczny Echo, a oprócz koncertów klubowych wykonywał także koncerty online, z transmisją w internecie.
Utwory zespołu znalazły się na ścieżce dźwiękowej do wydanej w 2020 gry Yes, Your Grace.

## Muzycy
Zespół obecnie (2022) koncertuje w składzie:
Merkfolk
- Agata Tutkaj – śpiew, growl (od 2017)
- Irmina Frąckiewicz – gitara elektryczna (od 2013)
- Kacper Pawłowicz – akordeon (od 2013)
- Remigiusz Górecki – bas (od 2021)
- Rafał „Baton” Frąckiewicz – instrumenty perkusyjne (od 2013)

Merkfolk akustycznie
- Paulina „Damroca” Przychodzień-Witek – śpiew (od 2020)
- Irmina Frąckiewicz – gitara klasyczna
- Kacper Pawłowicz – akordeon
- Rafał „Baton” Frąckiewicz – instrumenty perkusyjne

Byli członkowie zespołu:
- Krzysztof Gosik – bas (2013-2014)
- Maria „Mery” Woźniak – wokal (2013-2016)
- Paulina Gołda – wokal (2016)
- Łukasz „Ziomek” Hawryluk – bas, chórki (2014-2017)
- Daniel „Debest” Kryński – bas, gitara akustyczna (2017-2021)
- Katarzyna Nowosadzka – skrzypce, śpiew (2013-2023)

## Osiągnięcia
- nagroda przeglądu kapel na Cieszanów Rock Festiwal (2016)[19]
- nagroda Międzyrzecka Muza (2020)[6]
- Wirtualne Gęśle – płyta Echo – 3. miejsce[25] (2021)

## Dyskografia
Merkfolk
- Nananana (2014, SP)[26]
- Topielica/Trust (2014, EP)[4]
- The Folk Bringer (2015, CD)[4]
- Kolovrat (2018, CD)[4]

Merkfolk akustycznie
- Echo (2020, CD)[4]

## Teledyski
- Topielica w serwisie YouTube (2014)
- Dziady w serwisie YouTube (2018)
- Woi, Kupała! w serwisie YouTube (2018)
- Dwa wina w serwisie YouTube (2020)